# Socialno delo
Sociálno délo je v praksi utemeljen poklic in akademska disciplina, ki se ukvarja s široko paleto ljudi, z otroki, mladimi, starimi, brezdomci, nezaposlenimi, reveži in drugimi, ki doživljajo različne socialne, duševne, ekonomske, zdravstvene in druge stiske. Umeščeno je v razne sisteme in sektorje, med katerimi še vedno prevladuje javni sektor, deluje pa tudi v prostovoljnem in zasebnem sektorju, v socialnih službah, v šolstvu, zdravstvu, pravosodnih organih, policiji, upravi in industriji. 
Uporablja veliko različnih metod - od svetovanja in terapije, skupinskega dela, usposabljanja za asertivnost in usposabljanja v socialnih spretnostih do individualnega načrtovanja, ocenjevanja tveganja, zagovorništva, zagotavljanja storitev, dajatev in informacij, uličnega, skupnostnega dela in dela v soseski.
Socialno delo se ukvarja s temi vprašanji z vidika socialne pravičnosti, zmanjševanja škodljivih posledic družbenih preobrazb, z vidika vsakdanjih okoliščin in potreb ljudi, zlasti tistih, ki jih družbene in druge razmere spravijo v stisko, pa tudi z vidika globalnih procesov in strukturnih sprememb, z znanstveno disciplino in epistemološkim premislekom, hkrati pa z akcijsko, dejavno naravnanostjo.
Potrebe ljudi, opolnomočenje, pomoč, dostojanstvo, se raziščejo, soustvarijo v odnosih med uporabnikom in socialnimi delavci, ki to omogočijo.

## Formalna definicija
Julija 2001 sta se Mednarodna zveza šol za socialno delo (International Association of Schools of Social Work - IASSW) in Mednarodna zveza socialnih delavk in delavcev (International Federation of Social Workers - IFSW) strinjali, da se sprejme naslednja mednarodna definicija socialnega dela: "Stroka socialnega dela spodbuja socialne spremembe, premagovanje problemov v človeških odnosih in opolnomočenje ter osvoboditev ljudi za to, da se doseže večje blaginja. S praktično uporabo teorij človeškega vedenja in socialnih sistemov socialno delo posreduje tam, kjer ljudje prihajajo v interakcije s svojimi okolji. Temeljni načeli socialnega dela sta načeli človekovih pravic in socialne pravičnosti."
To definicijo kritizira Blaž Mesec (2006), češ da je presplošna, nespecifična, vsebinsko neustrezna in torej slaba in nezadostna. Predlaga drugo definicijo, ki se glasi: "Socialno delo je stroka, katere naloga je pomoč konkretnim osebam, posameznikom, skupinam in skupnostim pri reševanju socialnih problemskih situacij in družbenem vključevanju, da bi lahko zadovoljevali osnovne potrebe primerno kulturi, v kateri živijo, in primerno običajni kakovosti življenja. (Pri opravljanju te naloge stroka spoštuje avtonomijo uporabnikov, se opira na njihove vire samopomoči in solidarnosti in usklajuje potrebe njih in njihovega družbenega okolja.) Socialno delo je hkrati tudi veda o tej strokovni dejavnosti kot tudi o neformalni pomoči in solidarnosti ter okoliščinah, v katerih se odvijajo. Socialno delo kot stroko in kot vedo usmerjajo vrednote svetovnega etosa."
Mednarodna zveza šol za socialno delo (International Association of Schools of Social Work - IASSW) in Mednarodna zveza socialnih delavk in delavcev (International Federation of Social Workers - IFSW) sta na generalni skupščini julija 2014 potrdili naslednjo definicijo: "Socialno delo je poklicna praksa in akademska disciplina, ki spodbuja družbene spremembe in razvoj, družbeno povezanost, krepitev in osvoboditev ljudi. Osrednja načela socialnega dela so socialna pravičnost, človekove pravice, kolektivna odgovornost in spoštovanje različnosti. Socialno delo, utemeljeno v teorijah socialnega dela, družboslovja in humanistike in v izkustveni vednosti, skupaj z ljudmi in strukturami naslavlja življenjske skrbi in izboljšuje življenje." Nekoliko drugačen prevod je objavljen v Globalni izjavi o etičnih načelih v socialnem delu.

## Zgodovina Fakultete za socialno delo Univerze v Ljubljani
Prve formalne oblike usposabljanja za socialno delo so se na Zahodu pojavile ob koncu 19.  in v začetku 20. stoletja. Prvo socialno žensko šolo v Nemčiji je ustanovila Alice Salomon leta 1908 v Berlinu; za prvo strokovno knjigo o socialnem delu pa štejejo delo Američanke Mary Richmond Social Diagnosis iz leta 1917. Med Slovenci je bila pred drugo svetovno vojno in med njo sicer razvita socialna in karitativna dejavnost v različnih okvirih, nismo pa poznali strokovnega socialnega dela in nismo imeli šole za poklicne socialne delavce.
Leta 1955 je bila z Zakonom o ustanovitvi šole za socialne delavce kot druga v socialistični Jugoslaviji, za zagrebško šolo leta 1953, ustanovljena dvoletna Šola za socialne delavce. Naslednje leto je bil z novelo k Zakonu o ustanovitvi šole dan šoli naziv "višja". Vendar kot taka po določilih splošnega zakona o šolstvu iz leta 1958 ni spadala med visokošolske zavode ampak v skupino strokovnih šol. Šele z republiškim zakonom o visokem šolstvu iz leta 1960 so bile višje šole uvrščene v sistem visokega šolstva. Z zakonom o Višji šoli za socialne delavce iz leta 1960 je bila Višja šola za socialne delavce kot višja strokovna šola po petih letih smiselno vključena v sistem visokega izobraževanja s tedanjim razmeram ustrezno stopnjo.
Dejstvo, da so bile v 50-letih tudi drugod po Jugoslaviji ustanovljene šole za socialne delavce, gre pripisati liberalizaciji, ki je sledila prekinitvi odnosov s Stalinovo Sovjetsko zvezo in ki se je izrazila v uveljavljanju "delavskega samoupravljanja", "družbenega upravljanja" in v decentralizaciji. To je pomenilo tudi, da je realistično razmišljanje o socialnih problemih v socializmu in njihovem reševanju prevladalo nad doktrino socialnega avtomatizma, po kateri naj bi ti problemi sami po sebi izginili z razvojem socialističnih odnosov; namesto pomoči posameznikom in družinam v stiskah socialne narave pa naj bi bili ti deležni le vzgoje in prevzgoje kot "odklonski primeri" v skladu z ideologijo splošnega blagostanja in sreče v socializmu.
Po nekaterih navedbah ( str. 25) je pobuda za ustanovitev šole prišla iz vrst aktivistk AFŽ in žensk, zaposlenih v državnih in partijskih organih, verjetno v povezavi s  kasnejšimi predavateljicami šole (prof. dr. Katja Vodopivec, prof. Nika Arko).  K ustanovitvi šole je posebej pripomogel dr. Anton Kržišnik, do leta 1946 minister za socialno politiko v jugoslovanski vladi, do 1950 minister za socialno skrbstvo v vladi LR Slovenije in podpredsednik skupščine LRS do 1953, po upokojitvi pa profesor za socialno politiko na novoustanovljeni šoli in pisec prvih skript za ta predmet. Prva direktorica šole je bila Marija Jančar do upokojitve leta 1972. Med prvimi učitelji Višje šole za socialne delavce so bili univerzitetni profesorji: prof. dr. Ljubo Bavcon, prof. dr. Bogdan Brecelj, prof. dr. Stane Kraševec, prof. dr. Rudi Kyovsky, prof. dr. Bojan Pirc, prof. dr. Majda Strobl, prof. dr. Katja Vodopivec in drugi. Poleg rednega študija je šola uvedla tudi izredni študij. Do konca prvega desetletja je zaključilo šolanje na rednem in izrednem študiju 200 diplomantov.
Za drugo desetletje razvoja šole (1965 - 1974) je značilna kadrovska pomladitev in usmeritev v razširitev in poglabljanje temeljnih strokovnih predmetov socialnega dela. Ob koncu desetletja je imela šola program, ki je uravnoteženo vseboval predmete osnovnih ved (psihologija, sociologija, pedagogika, politična ekonomija, nekatere pravne vede), sklop predmetov s področja socialne politike in socialnega varstva (socialna politka, socialna varnost, delovno pravo) in vrsto ožje strokovnih predmetov, ki so nastali iz nekdanje metodike socialnega dela. V naslednjem desetletju (1975 – 1984) so sodelavci šole veliko pozornosti posvetili razvijanju prostovoljnega socialno-terapevtskega in raziskovalnega dela, ki je prispevalo nove koncepte skupinskega in skupnostnega dela. Javno odmevno je bilo delo v socialno-terapevtskih kolonijah in taborih za otroke in mladino s socialnimi, čustvenimi in vedenjskimi težavami. Poleg tega pa je za to obdobje značilna usmeritev na intenzivno delo s študenti: sodelovanje učiteljev pri izvajanju prakse s skupinami študentov; delo v projektnih skupinah, ki so se raziskovalno lotevale različnih vidikov socialnega dela.
V šolskem letu 1976/77 se je odprla smer za socialno delo na tedanji Fakulteti za sociologijo, politične vede in novinarstvo, v katero so se po opravljenih diferencialnih izpitih lahko vpisali (v 3. letnik) diplomanti višje šole. Leta 1976 je Višja šola za socialne delavce postala članica Univerze v Ljubljani. Raziskovalna skupnost Slovenije je leta 1981 sprejela v financiranje "usmerjeni raziskovalni program Socialna politika in socialno delo", kar je pomenilo začetek sistematičnega in kontinuiranega raziskovalnega dela.
Leta 1985 ob začetku četrtega desetletja v razvoju šole (1985 - 1995), je bil spremenjen zakon o Višji šoli za socialne delavce, s katerim je bila šoli priznana tudi pravica do raziskovalnega dela za naročnike. Šola je bila vpisana v register raziskovalnih organizacij. Program specializacij po višji šoli  je pomenil pripravo in prehod na visokošolsko izobraževanje socialnih delavcev. Učitelji so ta leta izkoristili za pridobivanje akademskih nazivov. Junija 1989 je Strokovni svet Posebne izobraževalne skupnosti za družboslovje sprejel programske zasnove visokošolskega programa, vendar je bil zaradi spremembe družbeno-političnega sistema nadaljnji postopek prekinjen.
Šele 17. junija 1991 je Znanstvenopedagoški svet Univerze v Ljubljani, ki ga je vodil rektor prof. dr. Miha Tišler,  potrdil predlog visokošolskega programa. 11. junija 1992 je bil sprejet Zakon o ustanovitvi Visoke šole za socialno delo. V študijskem letu 1992/93 so se v štiriletni visokošolski program vpisali prvi študentje, socialni delavci iz prakse. Ti študentje in naslednje generacije študentov iz prakse so prispevali vrsto odličnih diplomskih nalog, za katere je značilno, da združujejo podrobno poznavanje ureditve in dogajanja na posameznih področjih socialnega dela s teoretičnim znanjem, pridobljenim med študijem. Te raziskave so pomemben prispevek k razvoju vede o socialnem delu na Slovenskem. Drugi pomemben proces v tem obdobju je bilo odpiranje v svet in vključevanje v mednarodno sodelovanje. V letih od 1992/93 do 1995/96 je bila šola vključena v tri razvejane skupne evropske projekte (Joint European Project) programa TEMPUS in bila tudi koordinator projekta Duševno zdravje v skupnosti, v okviru katerega je sodelovala z več evropskimi univerzami. Tretji značilen proces je bilo intenziviranje raziskovalnega dela na posameznih področjih socialnega dela in ustvarjanje svojske teorije za praktično socialno delo.
19. februarja 2002 je senat Univerze v  Ljubljani sprejel sklep o uvedbi univerzitetnega študijskega programa Socialno delo in o statusnem preoblikovanju Visoke šole za socialno delo ter posredoval sklep Svetu za visoko šolstvo RS. Državni zbor RS je 27. marca 2003, na svoji 24. redni seji, potrdil sklep o preoblikovanju Visoke šole za socialno delo v Fakulteto za socialno delo. Dodiplomski univerzitetni študijski program socialnega dela traja štiri leta in vodi do strokovnega naziva "univerzitetni diplomirani socialni delavec". Prvih 130 rednih in 65 izrenih študentov se je vpisalo v ta program v študijskem letu 2004/2005. S preoblikovanjem v fakulteto se je  odprla možnost podiplomskega magistrskega in doktorskega študija socialnega dela.